# École de sous-officiers de la Gendarmerie nationale
Pour les articles homonymes, voir École des sous-officiers.

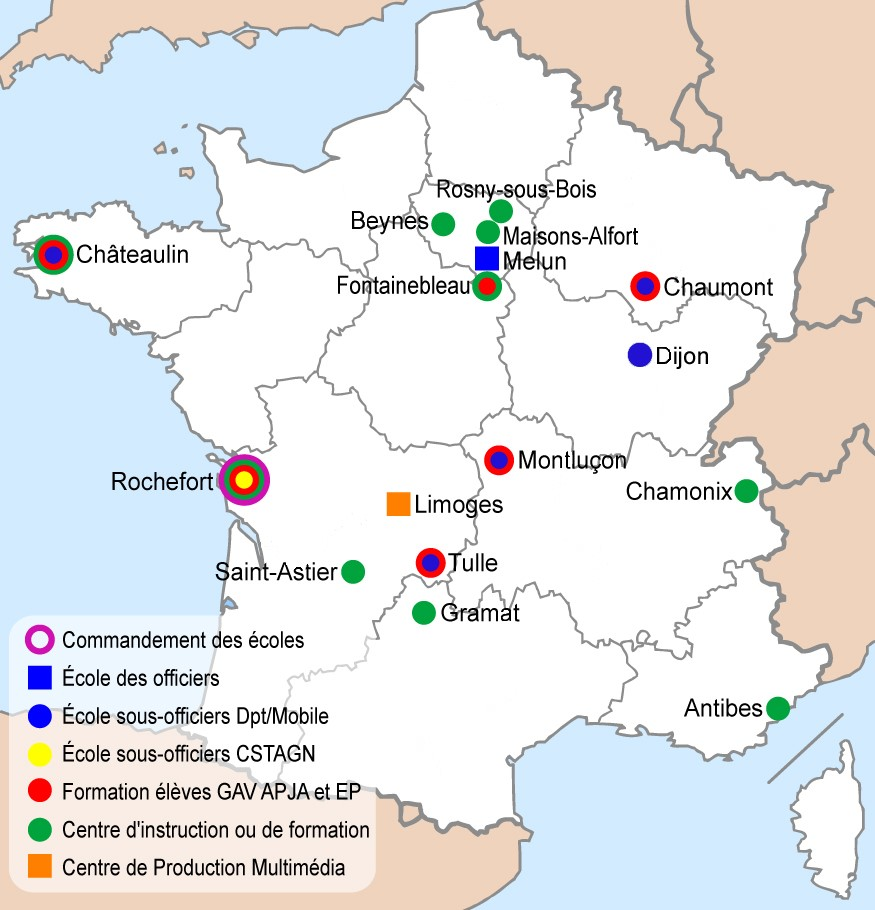
Écoles et centres d'instruction de la Gendarmerie nationale (en 2018).

Une école de sous-officiers de la Gendarmerie nationale est une école de formation initiale des sous-officiers de la Gendarmerie nationale.
En 2009 et 2010, les écoles de gendarmerie de Châtellerault, Le Mans, Libourne et Montargis sont dissoutes.
Il existe cinq principales écoles pour la formation des sous-officiers et gendarmes-adjoints volontaires :
- l'école de gendarmerie de Châteaulin ;
- l'école de gendarmerie de Chaumont ;
- l'école de gendarmerie de Dijon ;
- l'école de gendarmerie de Montluçon ;
- l'école de gendarmerie de Tulle.

Deux autres écoles organisent également des formations pour les officiers, sous-officiers et gendarmes-adjoints volontaires :
- l'école de gendarmerie de Fontainebleau ;
- l'école de gendarmerie de Rochefort qui forme notamment les futurs sous-officiers CSTAGN.

Afin de former aux spécialités de la Gendarmerie les sous-officiers déjà sortis d'une école, il existe plusieurs centres nationaux de formation ou d'instruction, répartis à l'intérieur ou en dehors des écoles :
- Centre national d'instruction nautique de la Gendarmerie (CNING) d’Antibes
- Centre national d'instruction cynophile de la Gendarmerie (CNICG) de Gramat
- Centre national d’instruction de ski et d’alpinisme de la Gendarmerie (CNISAG) de Chamonix
- Centre national de formation aux systèmes d'information et de communication de la Gendarmerie (CNFSICG) de Rosny-sous-Bois
- Centre national de formation de police judiciaire (CNFPJ) de Rosny-sous-Bois
- Centre national de formation à la sécurité routière (CNFSR) de Fontainebleau
- Centre national de formation au secourisme (CNFS) de Fontainebleau
- Centre national de formation aux langues et à l'international (CNFLIG) de Rochefort
- Centre national d'entraînement des forces de Gendarmerie (CNEFG) de Saint-Astier)
- Centre national de formation au commandement (CNFC) de Rochefort
- Centre national de formation au renseignement opérationnel (CNFRO) de Rosny-sous-Bois.